# Klaus Liegibel

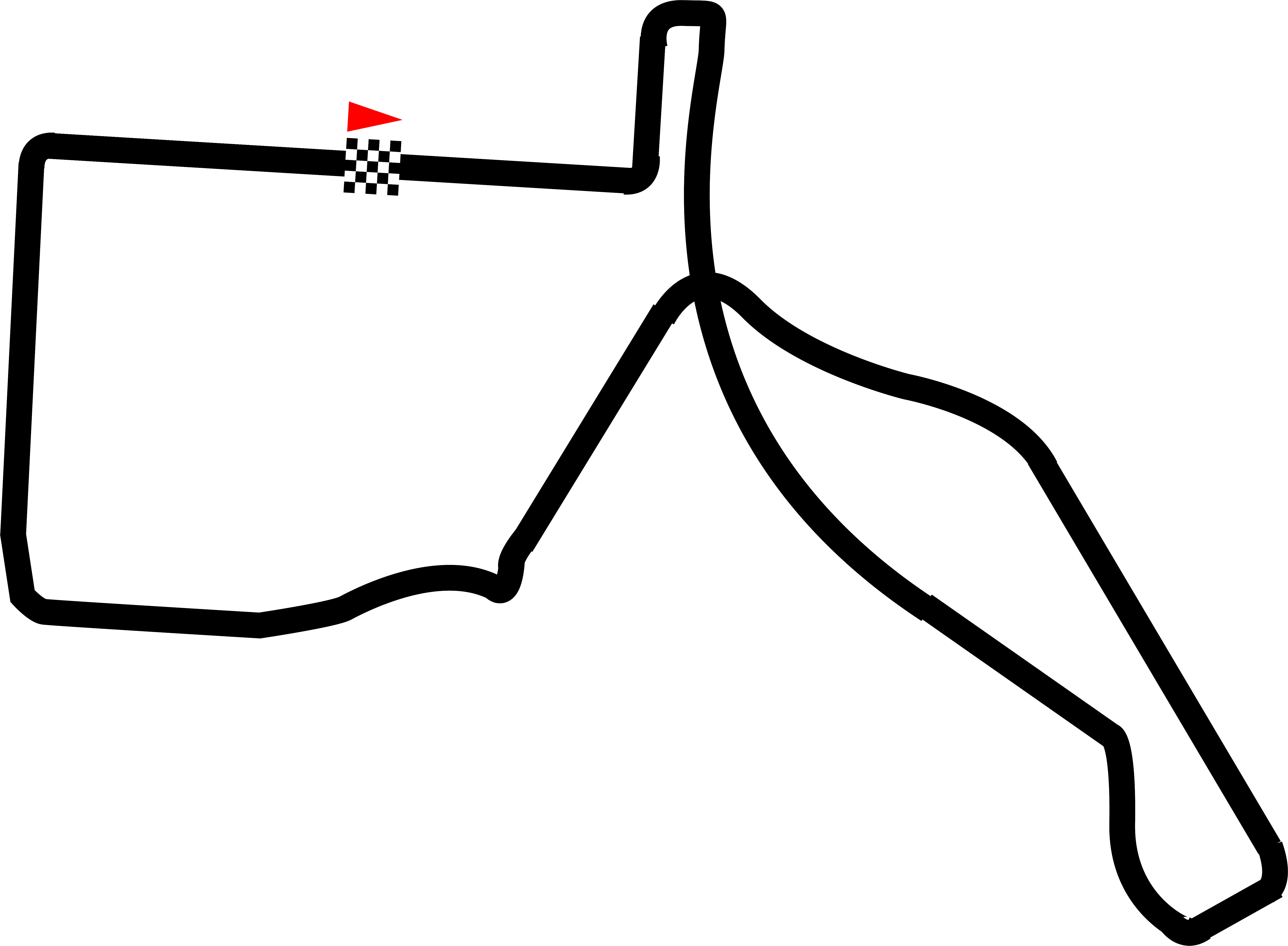
Die Rennstrecke von St. Wendel in ihrer 1992 befahrenen Form.

Klaus Liegibel (* 1960 in Riegel; † 15. August 1992 in St. Wendel) war ein deutscher Motorradrennfahrer.

## Werdegang
Klaus Liegibel war ab den 1980er Jahren als Privatfahrer auf Suzuki in der deutschen Serienmaschinen-Klasse aktiv. 1988 gelang ihm mit sieben Laufsiegen der Gesamtsieg im OMK-Pokal. 1992 absolvierte er auf einer Yamaha OW01 im Devil Bodo Schmidt Motorsport Team in Hockenheim und Spa-Francorchamps vier Rennen in der Superbike-Weltmeisterschaft mit Rang zwölf im ersten Rennen von Hockenheim als bestem Ergebnis.
Klaus Liegibel verunglückte am 15. August 1992 während des Volksfest-Rennens in St. Wendel tödlich. Er hatte mit seiner Suzuki GSX-R 750 in der Links-rechts-Kombination nach der Start-Ziel-Geraden einen Fahrer überholt, war dabei von der Ideallinie abgekommen und in einer Linkskurve zu Sturz gekommen, woraufhin er etwa 100 Meter über den Asphalt rutschte und in ein geparktes Sicherungsfahrzeug prallte. Den dabei erlittenen Kopfverletzungen erlag Liegibel kurz nach dem Unfall.
Nachdem bereits Gerold Fischer 1990 bei einem Rennunfall in St. Wendel ums Leben gekommen war, führte Liegibels Tod letztendlich zum Ende der Straßenrennen in der saarländischen Stadt.

## Statistik in der Superbike-Weltmeisterschaft
| Saison | Team                      | Motorrad | Rennen | Siege | Zweiter | Dritter | Poles | Schn. Runden | Punkte | Ergebnis |
| ------ | ------------------------- | -------- | ------ | ----- | ------- | ------- | ----- | ------------ | ------ | -------- |
| 1992   | Mitsui Yamaha Racing Team | Yamaha   | 4      | –     | –       | –       | –     | –            | 4      | 56.      |
| Gesamt | Gesamt                    | Gesamt   | 4      | 0     | 0       | 0       | 0     | 0            | 4      |          |